# Heinrich Brüssow
Heinrich Wilhelm Brüssow (Bloemfontein, 21 de julio de 1986) es un exjugador sudafricano de rugby que se desempeñaba como ala. Su último club fue el Northampton Saints de la Premiership inglesa.

## Carrera
Debutó profesionalmente con Free State Cheetahs de la Currie Cup en 2006, siendo seleccionado para la temporada 2007 por los Cheetahs del Super Rugby, jugando con ambos hasta 2013.
En 2013 emigró a Japón para jugar en los NTT DoCoMo Red Hurricanes. El 2018 partió a jugar al Northampton Saints de la Premiership inglesa, donde se retiraría al año siguiente.

## Selección nacional
Fue convocado a los Springboks por primera vez en noviembre de 2008 para enfrentar a Les Bleus. En total lleva disputados 22 partidos y marcó un try (5 puntos).
Fue parte del seleccionado que enfrentó victoriosamente a los British and Irish Lions en su visita al país de 2009.

### Participaciones en Copas del Mundo
Ha disputado dos Copas del Mundo: Nueva Zelanda 2011 donde los Springboks como campeones defensores, fueron derrotados en cuartos de final por los Wallabies, torneo en el que disputó todos los partidos.
| Mundial                       | Sede          | Resultado        | PJ | Tries |
| ----------------------------- | ------------- | ---------------- | -- | ----- |
| Copa Mundial de Rugby de 2011 | Nueva Zelanda | Cuartos de final | 5  | 0     |

## Palmarés
- Campeón de The Rugby Championship de 2009.